# Svedala landsfiskalsdistrikt
Svedala landsfiskalsdistrikt var 1918–1964 ett landsfiskalsdistrikt i Malmöhus län, bildat när Sveriges indelning i landsfiskalsdistrikt trädde i kraft den 1 januari 1918, enligt beslut den 7 september 1917. Den 1 januari 1965 avskaffades i Sverige samtliga landsfiskaler och landsfiskalsdistrikt, och deras arbetsuppgifter delades upp på de nyskapade indelningarna polisdistrikt, åklagardistrikt och kronofogdedistrikt.
Landsfiskalsdistriktet låg under länsstyrelsen i Malmöhus län.

## Ingående områden
Svedala landskommun inkorporerades 1 januari 1950 i Svedala köping. När Sveriges nya indelning i landsfiskalsdistrikt trädde i kraft den 1 januari 1952 (enligt kungörelsen 1 juni 1951) ändrades distriktets indelning dels genom kommunreformen 1952, dels genom överförande av områden till och från närliggande distrikt.

### Från 1918
Oxie härad:
- Svedala landskommun
- Törringe landskommun
- Västra Ingelstads landskommun
- Västra Kärrstorps landskommun

Skytts härad:
- Anderslövs landskommun
- Bösarps landskommun
- Dalköpinge landskommun
- Fru Alstads landskommun
- Gislövs landskommun
- Gylle landskommun
- Kyrkoköpinge landskommun
- Västra Alstads landskommun

#### Tillkomna senare
- Svedala köping: utbruten ur Svedala landskommun 1 januari 1919.

### Från 1950
Oxie härad:
- Svedala köping
- Törringe landskommun
- Västra Ingelstads landskommun
- Västra Kärrstorps landskommun

Skytts härad:
- Anderslövs landskommun
- Bösarps landskommun
- Dalköpinge landskommun
- Fru Alstads landskommun
- Gislövs landskommun
- Gylle landskommun
- Kyrkoköpinge landskommun
- Västra Alstads landskommun

### Från 1 januari 1952
- Alstads landskommun
- Gislövs landskommun
- Månstorps landskommun
- Oxie landskommun
- Svedala köping